# 政策統括官 (農林水産省)
政策統括官 (農林水産省)（せいさくとうかつかん）は、農林水産省の内部部局の一つ。2015年（平成27年）10月に行われた組織再編に伴い、設置された局長級分掌職。米麦政策及び砂糖・大豆等の生産振興、農家の経営所得安定対策などに関する業務を担っていた。2021年（令和3年）7月廃止。

## 組織
- 政策統括官
  - 農産部
    - 総務・経営安定対策参事官
      - 総括班
      - 会計班
      - 総務班
      - 政策評価班
      - 海外協力班
      - 国際班
      - 会計室
        - 特別会計経理班
        - 特別会計予算班
        - 特別会計指導班

      - 経営安定対策室
        - 推進指導班
        - 予算会計班
        - 経営安定対策第1班
        - 経営安定対策第2班
        - 経営安定対策第3班

    - 農産企画課
      - 総務班
      - 企画班
      - 米穀需給班
      - 需給対策班
      - 価格調整班
      - 国際班

    - 穀物課
      - 総務班
      - 企画班
      - 豆類班
      - 稲・麦生産班
      - 新用途米穀推進班
      - 水田農業対策室
        - 需給調整班
        - 土地利用型農業推進班
        - 土地利用型農業企画班

      - 米麦流通加工対策室
        - 米流通改善班
        - 消費流通第1班
        - 消費流通第2班
        - 農産物検査班

    - 貿易業務課
      - 総務班
      - 貿易企画班
      - システム企画班
      - 麦類需給班
      - 麦類業務班
      - 米穀業務班
      - 港湾管理班
      - 品質管理班
      - 契約第1班
      - 契約第2班

    - 地域作物課
      - 総務班
      - 企画班
      - 国際調整班
      - 地域作物第1班
      - 条件不利地域農業振興班
      - 価格調整班
      - 加工第1班
      - 加工第2班

（政策統括官 : 農林水産省より）

## 歴代政策統括官
| 代 | 氏名   | 在任期間                      | 前職               | 後職       |
| -- | ------ | ----------------------------- | ------------------ | ---------- |
| 1  | 柄澤彰 | 2015年10月1日 - 2018年7月27日 | 生産局農産部長     | 退官       |
| 2  | 天羽隆 | 2018年7月27日 - 2021年7月1日  | 大臣官房総括審議官 | 林野庁長官 |